# Foulques de Mathefelon

Armes de la Famille de Mathefelon : De gueules aux six écus d'or ordonnés 3, 2 et 1.

Foulques IV de Mathefelon est évêque d'Angers de 1324 à sa mort en décembre 1355. Il est issu de la famille de Mathefelon.

## Biographie
Il est le fils de Foulques III de Mathefelon et d'Elisabeth de Châteaubriant.
Il est docteur ès-lois. Chanoine d'Angers en 1316, il est chargé de mission par Jean XXII le 17 novembre. En 1319, il est dit professeur de droit civil, et curé d'Ambillou. C'est alors qu'en considération de sa parenté avec Jean III de Bretagne, duc de Bretagne et de Philippe le Long, roi de France, il se fait pourvoir de la trésorerie du chapitre, en vertu d'une prétendue démission d'Étienne de Pileo. En réalité, il y a contre lui censures ecclésiastiques pour l'acte par lequel il avait dépouillé son prédécesseur et occupé de force les biens de la trésorerie (4 novembre 1321).
Il n'en est absous que lors de sa promotion à l'épiscopat, qui eut lieu le 28 mars 1324, après annulation de celle de Raoul de la Flèche. Il était alors simple sous-diacre, et le pape lui accorde, le 1er avril 1324, faculté de se faire ordonner prêtre et évêque par tel prélat qu'il voudra. Il succède alors, en 1324, à Guillaume Odart, et fait son entrée à Angers le 17 juin 1324. 
Il se trouve à la conférence tenue à Paris, le 8 décembre 1329, entre le roi Philippe de Valois et Pierre de Cugnières, parlant au nom de ce prince, d'une part, et plusieurs prélats français, de l'autre, au sujet de la puissance spirituelle et temporelle. Cette conférence fut continuée les 15 et 22 du même mois, à Paris, et les 29 et 30 à Vincennes. L'évêque d'Angers assista à toutes les séances, et au concile provincial, convoqué à Château-Gontier, sous Pierre Fréteau, archevêque de Tours, en 1336.
On doit à Foulques de Mathefelon l'union du doyenné de Chemillé à la dignité d'écolâtre, et d'une prébende canoniale de son chapitre cathédral au titre d'abbé de Toussaint d'Angers. Un arrêt du Parlement le condamna à continuer les cinq festages du chapitre qu'il voulait supprimer. Les fragments qu'on a conservés des statuts, pris par lui dans ses synodes, ont trait surtout aux règlements des excommunications alors si fréquentes. 
Il eut des démêlés avec Elie de Saint-Yriex, abbé de Saint-Florent de Saumur, et fut condamné par Benoît XII à réparer les injustices et dommages dont il s'était rendu coupable envers lui, 14 mars 1342.
Il meurt en odeur de sainteté, le mardi avant la fête de Noël, 22 décembre 1355, et est inhumé dans le chœur de son église cathédrale, derrière le grand autel. 
Sa tombe, en marbre noir, portant son image, en marbre blanc, s'y voyait encore au XVIIIe siècle, avec l'épitaphe suivante
Hic jacet Dominus Fulco de Mathefelon
Statura decorus, lingua facundus,
Legum doctor, multis scientiis
Providus et in agilibus circumspectus,
Hospitii decus, honoris titulus,
Zelator justitire, pugil Ecclesire.
Episcopus Andeg. per an. 32 et ampliùs,
Et obiit ante Nativi. Domini, an. 1355.